# الإمام سيدي
الإمام سيدي (بالفرنسية: L´Imam Seydi) (31 أغسطس 1985) لاعب كرة قدم فرنسي من أصل سنغالي يلعب حاليا لصالح نادي نادي بيركيركارا المالطي في مركز المهاجم من 2016.

## روابط خارجية
- الإمام سيدي على موقع قاعدة بيانات كرة القدم.إي يو (الإنجليزية)
- الإمام سيدي على موقع Soccerway.com (الإنجليزية)